# Bronson Reed
Jermaine Haley (Adelaide, 25 de agosto de 1988) é um lutador profissional australiano. Ele está atualmente assinado com a WWE, onde atua na marca Raw sob o nome de ringue Bronson Reed. Ele é um ex-Campeão Norte-Americano do NXT.

## Carreira na luta livre profissional

### Início da carreira (2007–2018)
Estreando em 2007 sob os nomes de Jonah Rock e J-Rock, ele passou 11 anos trabalhando no circuito independente australiano. Enquanto lutava na Austrália, Rock ganhou vários títulos. Ele é um ex-campeão nacional australiano de Wrestle Rampage, ex-campeão de duplas do Explosive Pro Wrestling, ex-campeão dos pesos-pesados da Pacific Pro Wrestling, ex-campeão dos pesos-pesados, ex-campeão dos pesos-pesados da Professional Wrestling Alliance. e ex-campeão mundial dos pesos pesados do Melbourne City Wrestling, ex-campeão da Intercommonwealth e ex-campeão de duplas.
Os primeiros trabalhos de Rock não se limitaram a aparecer apenas em promoções australianas. Ele também apareceu na promoção Pro Wrestling NOAH do Japão, nas promoções britânicas Revolution Pro Wrestling e PROGRESS Wrestling, na promoção alemã Westside Xtreme Wrestling e na promoção independente americana Pro Wrestling Guerrilla.

### WWE (2019–2021)
Em janeiro de 2019, a contratação de Haley foi anunciada junto com 11 outros recrutas, onde ele se reportaria ao território de desenvolvimento da WWE, o NXT. Em 9 de março, ele faria sua estreia em um evento ao vivo do NXT lutando com seu nome verdadeiro, perdendo para Riddick Moss. Em junho, seu nome de ringue foi alterado para Bronson Reed. No episódio de 17 de julho do NXT, Reed fez sua estreia oficial na televisão competindo no NXT Breakout Tournament como face, onde derrotou Dexter Lumis no primeiro round, mas foi derrotado por Cameron Grimes nas quartas de final. No episódio de 21 de agosto do NXT, Reed foi derrotado por seu ex-companheiro de stable do TMDK, Shane Thorne.
Chegando a 2020, no episódio de 5 de fevereiro do NXT, ele foi atacado por The Undisputed Era nos bastidores após tentar ajudar Kushida. Na semana seguinte, ele desafiou Roderick Strong para uma luta, mas foi derrotado. No episódio de 3 de junho do NXT, Reed foi derrotado por Grimes. Após a partida, ele foi atacado por Karrion Kross. No episódio de 17 de junho do NXT, Reed derrotou Leon Ruff e chamou Kross, desafiando-o para uma luta na próxima semana. Na semana seguinte, Reed foi derrotado por Kross. Em seguida, Reed entraria em uma curta rivalidade com o recém-chegado L.A. Knight, derrotando-o em uma partida individual. Depois de ganhar impulso, ele se concentrou no Campeonato Norte Americano do NXT. No NXT: Takeover XXX em agosto, Reed não teve sucesso em ganhar o título.
Em abril de 2021, na noite 1 do NXT Takeover: Stand & Deliver, Reed venceu uma luta Six-man Gauntlet Eliminator, para se tornar o candidato nº 1 ao Campeonato Norte-Americano. Na noite 2 do evento, Reed enfrentou o atual campeão Johnny Gargano mas acabou derrotado, mas o derrotou no episódio de 18 de maio do NXT em uma luta em uma jaula de aço para ganhar o título, tornando-se o primeiro lutador australiano e não americano a deter o título o Campeonato Norte-Americano do NXT. No NXT TakeOver: In Your House, Reed se juntou aos Campeões de Duplas do NXT, MSK, para defender com sucesso seus títulos contra o Legado Del Fantasma em uma partida vencedora leva tudo. No episódio de 29 de junho do NXT, Reed perdeu o título para Isaiah "Swerve" Scott após interferência de Hit Row, encerrando seu reinado em 42 dias. No episódio de 27 de julho do NXT, Reed foi derrotado por Adam Cole no que seria sua última luta na WWE neste período. Em 6 de agosto, Haley foi dispensado de seu contrato com a WWE.

### New Japan Pro-Wrestling (2021–2022)
No Battle in the Valley em 13 de novembro de 2021, Haley, usando o nome de ringue Jonah, fez sua estreia na New Japan Pro-Wrestling (NJPW), atacando FinJuice (David Finlay e Juice Robinson), estabelecendo-se como um heel no processo. Após sua estreia, Jonah teria uma curta seqüência de vitórias derrotando Lucas Riley em sua estreia no ringue da NJPW e, um mês depois, derrotando David Finlay. Em 15 de janeiro de 2022, Jonah sofreu sua primeira derrota na NJPW em uma luta de duplas contra FinJuice ao se juntar a Bad Dude Tito. Em 6 de março, Shane Haste ajudou Jonah e Tito a derrotar FinJuice e reformou The Mighty Don't Kneel como um estábulo.
Em 12 de junho durante o Dominion 6.12 no Osaka-jo Hall, Jonah foi anunciado como participante do torneio G1 Climax 32 começando em julho, como parte do bloco A. Jonah marcou 8 pontos em seu bloqueio, perdendo por pouco uma vaga nas semifinais. No entanto, uma das vitórias de Jonah foi uma vitória frustrante sobre o ex-Campeão Mundial dos Pesos Pesados da IWGP e eventual vencedor do Bloco A, Kazuchika Okada.,

### Impact Wrestling (2021–2022)
No Turning Point em 20 de novembro de 2021, Jonah fez sua estreia no Impact Wrestling, atacando Josh Alexander e deixando-o ensanguentado. Eles tiveram uma luta no Hard To Kill, onde Alexander o derrotou. Após sua derrota para Alexander, Jonah embarcaria em uma seqüência de vitórias derrotando nomes como Crazzy Steve, Black Taurus, Raj Singh e Honor No More's PCO. Sua seqüência de vitórias chegaria ao fim no Rebellion, após ser derrotado por Tomohiro Ishii. Sua última partida foi uma derrota para o PCO em uma luta Monster's Ball. Em 6 de maio, Jonah anunciou sua saída da empresa.

### Retorno à WWE (2022–presente)
No episódio do Raw de 19 de dezembro de 2022, Haley fez seu retorno surpresa à WWE sob seu antigo nome de ringue Bronson Reed, onde ajudou The Miz a derrotar Dexter Lumis em uma luta de escadas.

## Vida pessoal
Haley é casado com sua namorada do colégio, Paige, que apareceu no NXT depois de vencer o Campeonato Norte Americano do NXT. Ele é descendente de Samoa.

## Campeonatos e consquistas
- Explosive Pro Wrestling
  - Campeonato de Duplas da EPW (1 vez) – com Marcius Pitt
- International Wrestling Australia
  - Campeonato dos Pesos Pesados da IWA (1 vez)[19]
- Melbourne City Wrestling
  - Campeonato dos Pesos Pesados da MCW (1 vez)
  - Campeonato de Duplas da MCW (1 vez) - com Hartley Jackson
  - Campeonato Intercommonwealth da MCW Championship (1 vez)
  - Ballroom Brawl (2017)
  - Terceiro Campeão da Tríplice Coroa
- NWA Australian Wrestling Alliance
  - Campeonato dos Pesos Pesados da NWA AWA (1 vez)
  - Campeonato Queensland Double Crown (1 vez)
- Pacific Pro Wrestling
  - Campeonato dos Pesos Pesados da PPW (1 vez)
- Pro Wrestling Australia
  - Campeonato dos Pesos Pesados da PWA (1 vez)
- Pro Wrestling Illustrated
  - Classificado em 73º lugar entre os 500 melhores lutadores individuais no PWI 500 em 2021
- Wrestle Rampage
  - Campeonato Nacional Australiano da WR (3 vezes)
  - Campeonato Mundial de Duplas da WR Meltdown (1 vez) - com Hartley Jackson
- WWE
  - Campeonato Norte Americano do NXT (1 vez)[20]